# Serruria cygnea
Serruria cygnea är en tvåhjärtbladig växtart som beskrevs av Robert Brown. Serruria cygnea ingår i släktet Serruria och familjen Proteaceae. Inga underarter finns listade i Catalogue of Life.